# Ultra (криптоанализ)
«Ультра» (англ. Ultra) — условное обозначение, принятое британской военной разведкой в июне 1941 года (во время Второй мировой войны) для перехваченных и дешифрованных Блетчли-парком особо важных секретных сообщений противника. Позже «Ультра» стало стандартным обозначением среди западных союзников для всех сообщений такого типа. Название возникло из-за того, что эта информация была важнее, чем информация наивысшего уровня секретности в британской классификации (Most Secret) и поэтому получила кодовое имя Ultra secret. Также в разное время использовались другие кодовые имена. Изначально британская разведка присвоила этим данным имя Boniface. В США для дешифрованных японских сообщений использовалось имя Magic.
Большая часть немецких сообщений шифровалась на машине «Энигма». Теоретически машину было невозможно взломать, но недостатки практического использования позволили осуществить взлом. Термин «Ультра» часто используется как синоним словосочетания «взлом „Энигмы“». Но «Ультра» также включает в себя взлом немецких машин Lorenz SZ 40/42, которые использовались немецким верховным командованием, машины «Хэгелин» и других итальянских и японских машин и шифров, таких как Purple и JN-25[en].
Многие и тогда, и сейчас отмечали, что «Ультра» оказалась чрезвычайно полезной для союзников. Уинстон Черчилль сказал королю Георгу VI: «Именно благодаря „Ультре“ мы выиграли войну». Фредерик Винтерботам цитировал главнокомандующего западным фронтом союзных сил Дуайта Д. Эйзенхауэра, который в конце войны сказал, что «Ультра» оказалась решающей для победы союзников. Сэр Гарри Хинсли, официальный историк британской разведки времён Второй мировой войны, сделал аналогичную оценку «Ультра», говоря, что это сократило войну «не менее чем на два, а, может, и на четыре года», и что неясно как закончилась бы война, если бы «Ультры» не было.

## Распространение данных «Ультра»

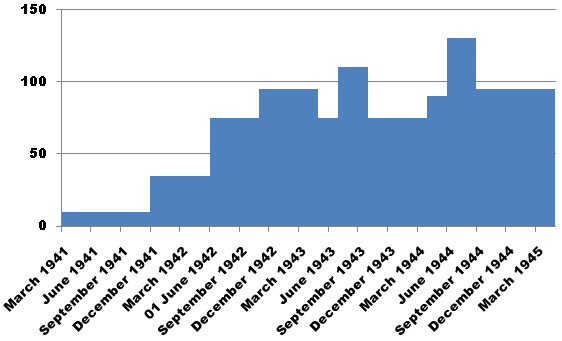
Среднесуточное количество дешифрованных сообщений, переданных полевым командирам в течение войны